# Ctenochares testaceus
Ctenochares testaceus är en stekelart som beskrevs av Gyöö Viktor Szépligeti 1908. Ctenochares testaceus ingår i släktet Ctenochares och familjen brokparasitsteklar. Inga underarter finns listade i Catalogue of Life.